# Château des Imbergères
Le château des Imbergères, détruit en 1939, était un château à usage d'habitation situé sur l'actuelle commune de Sceaux (Hauts-de-Seine), à l'emplacement actuel du terrain de sports de Marie-Curie, avenue Cauchy. Il a aussi donné son nom à la rue des Imbergères.

## Historique

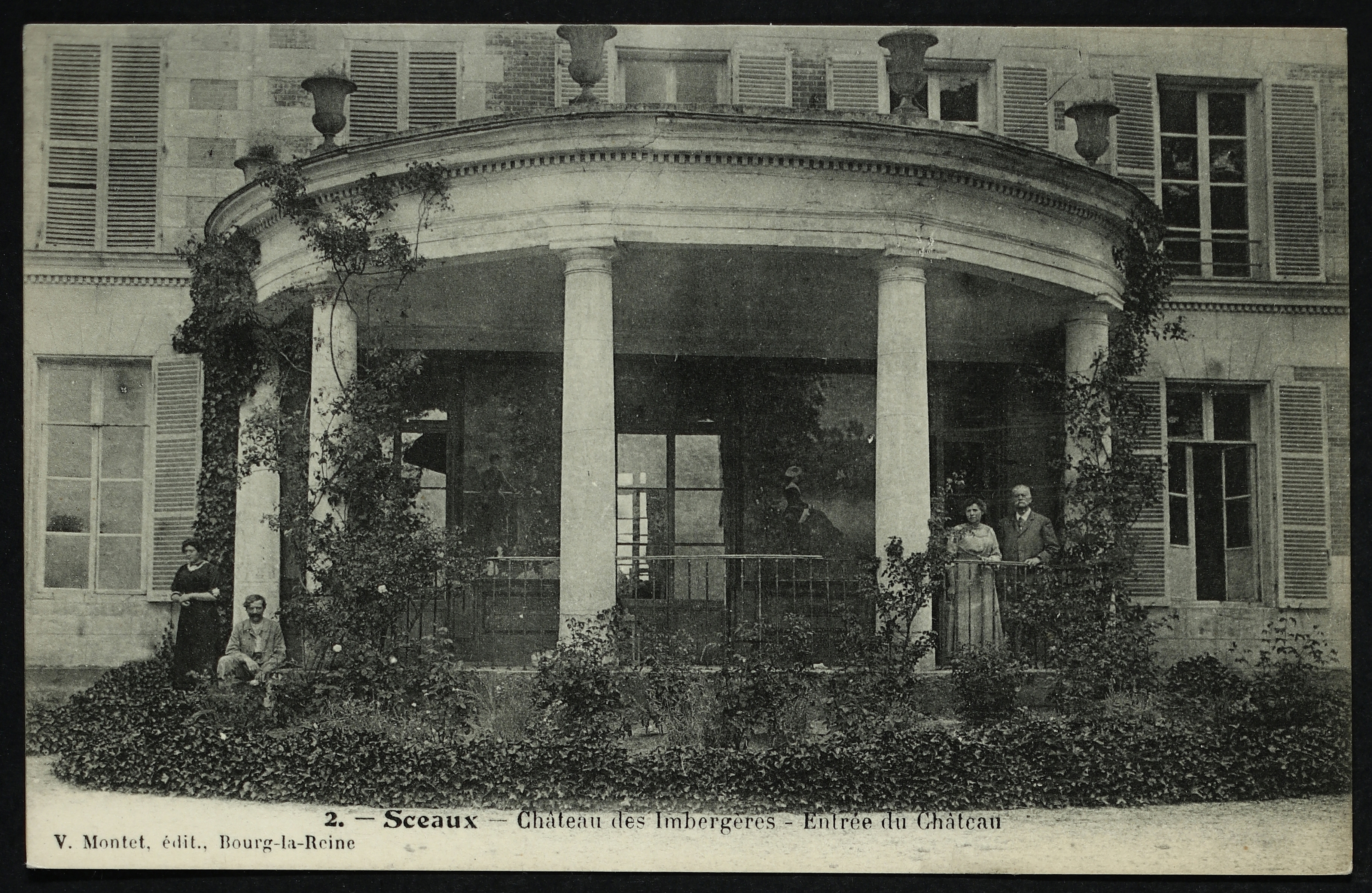
L'entrée du Château vers 1900.

Dès le Moyen Âge, l'emplacement est occupé par une chapelle qui subsistera jusqu'à la Révolution.
Guillaume Danetz, bourgeois de Paris et marchand banquier de la rue Saint-Honoré, achète cette terre de 10 hectares au milieu du XVIe siècle pour y faire construire sa maison de campagne. Son gendre, Jean Willart, conseiller du roi, auditeur à la Chambre des comptes de Paris, fait raser cet édifice en 1598 pour édifier le château qui restera sans modifications jusqu'en 1768, et perdura jusqu'en 1939.
Par alliance, la propriété échoit à Geneviève Willart, sa petite-fille, et à son mari, François Dezaleux (1613-1706), avocat au parlement de Paris. Ils agrandissent le domaine qui s'étend alors jusqu'au ru d'Aulnay.
Après une vie bien agitée le duchesse de Saint-Pierre vient à 90 ans y chercher un peu de repos.
La propriété est vendue en 1768 pour 94,200 livres à Jacques Paul Mérey, qui embellit le parc et le château. Le 9 février 1802, Anne Justine Feydeau de Brou (1751-1805), veuve de René VI Ange Augustin de Maupeou (1746-1794), fils du chancelier René Nicolas de Maupeou en fait l'acquisition pour la somme de 75,000 francs, mais elle n'en jouit que peu de temps puisqu'elle meurt en 1805. Les héritiers de cette dernière vendent à leur tour la propriété le 1er avril 1807 à Martin Garat pour la somme de 70,000 francs. Celui-ci transforme le parc de la propriété, créant bosquets, pelouses, étangs, et obtient à grand peine l'autorisation de détourner le cours du ru d'Aulnay pour alimenter sa petite rivière et ses deux étangs.
Le 5 octobre 1818, la propriété est revendue 115,000 francs au comte Mielzynski, puis revendue deux ans après pour 80,000 francs à Mademoiselle Mars qui, après la mort d'une de ses filles à l'âge de vingt ans, espérait trouver dans cette solitude un peu de repos. Elle repeint la demeure en blanc, fait poser des moulures antiques, remaniant l'intérieur dans le goût néo-classique de l'époque avec des parquets en mosaïque de chêne et d'ébène, et des pilastres doriques.
Elle vend les Imbergères le 8 mars 1826 pour la somme de 120,000 francs à l'agent de change Agapit Jean-Baptiste Louis Vandermarcq, qui sera maire de Sceaux de 1837 à 1846.
Pendant le siège de Paris de la Guerre de 1870, la demeure est occupée par le général commandant la 8e brigade bavaroise.
Puis la propriété est acquise en 1877 par le docteur Joseph-Marie-Alfred Beni-Barde (1834-1919), après avoir été vendue précédemment en 1876 à un propriétaire inconnu.
En 1910, un nouveau propriétaire coupe les arbres et loue les bâtiments à un marchand de vin, qui fait fabriquer des barriques et des tonneaux, puis sous-loue les locaux.
La municipalité entreprit en 1939, dans le prolongement de la rue Voltaire, la création de l'avenue Cauchy qui coupa la propriété en deux et détruisit la rotonde réalisée sous mademoiselle Mars.

## Architecture

### Le château
Il n'existe pas de description du premier édifice. Pour le second, la façade était orientée au sud et donnait sur un parc qui descendait en pente douce, donnant une vue panoramique sur la campagne de Châtenay.
La bâtisse comprenait un rez-de-chaussée surélevé de deux marches, et comportait deux étages dont le second était surbaissé. La partie centrale, en légère saillie sur les ailes, comportait trois fenêtres, l'ensemble étant coiffé d'une toiture trapézoïdale couverte en ardoises, qui comportait trois lucarnes du côté du midi et était flanqué de deux cheminées à ses extrémités.
Au premier étage, dans la plus belle pièce de la maison, Jacques Paul de Mérey installe une riche bibliothèque. Une salle de billard qui, de rouge, passa sous Mademoiselle Mars au gris perle. Celle-ci fit installer le portique en demi-rotonde dont l'acte de vente de 1826[réf. nécessaire] donne la description : « vaste porche en pierre de taille couvert d'une terrasse en plomb supportée sur quatre colonnes et deux pilastres d'ordre ionique, pavé en mosaïque garni d'une rampe de fer doré, et entouré de caisses à fleurs et de vases de fonte placés sur des piédestaux ».

### Les jardins

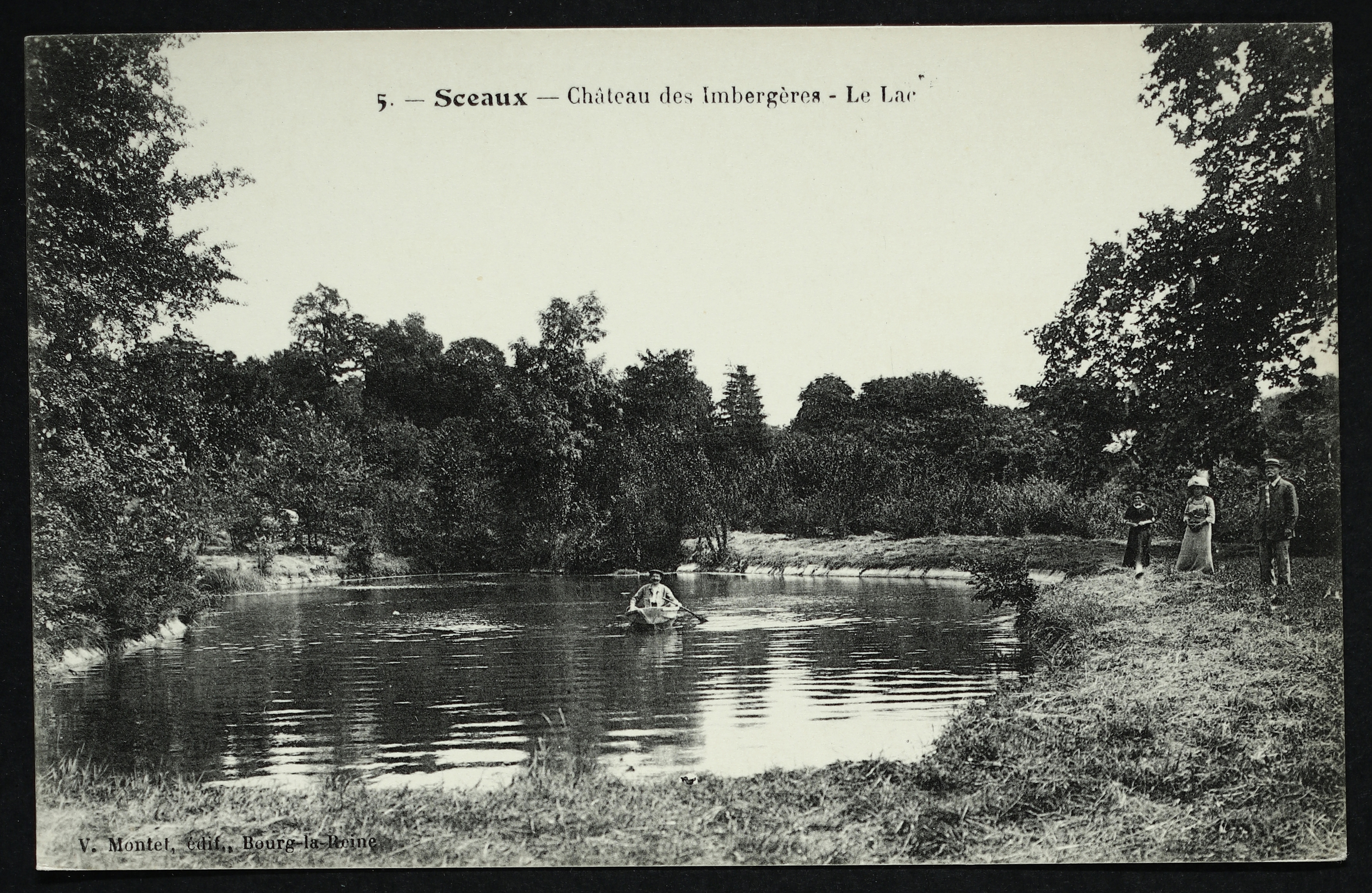
Château des Imbergères - Le lac.

Le terrain comportait un jardin d'agrément, un potager, un verger, des vignes, des terres labourables, des prés et des oseraies. La propriété s'étendait jusqu'au rû d'Aulnay.
Ils sont transformés en 1807 par Martin Garat. Les pelouses irrégulières remplacèrent les anciens parterres ; des allées sinueuses et bosquets complétèrent le décor. Il fit aménager une rivière et deux lacs avec deux îles, sans se soucier au préalable de leur alimentation en eau. Il n'en fit tardivement la demande pour obtenir celles du ru d'Aulnay qu'après la chute de l'Empire.

### Les communs
Les anciens communs sont démolis en 1760, sur ordre du nouveau propriétaire, Coste de Champeron. Ils étaient situés à part du corps de logis principal. Il fait rénover le bâtiment principal en le flanquant de deux bâtiments. Celui de droite comprenait les cuisines, l'office et le garde-manger, celui de gauche étant occupé par des écuries pour huit chevaux, trois remises et deux chambres pour les domestiques.

### L'orangerie
Le dernier propriétaire, marchand de vin, la loua au sculpteur italien Alfred Pina qui en fit son atelier de 1911 à 1914. Ce sculpteur sera naturalisé français après la Seconde Guerre mondiale.

### L'abreuvoir
Depuis de nombreuses années, l'impasse du lavoir venait au sein de la propriété desservir le lavoir municipal, qui jouxtait l'abreuvoir des bêtes faisant partie de la propriété. Ce lavoir, qui était assez proche du château, avec ses allées et venues, enlevaient de l'intimité aux habitants du domaine. Coste de Champeron voulut remédier à cet état de choses, mais se heurta à une farouche opposition des Scéens qui l'obligèrent à abandonner son projet.

## Propriétaires[7]
- 1550 : Guillaume Danetz.
- 1598 : Jean Willart.
- vers 1650 : Geneviève Willart, petite fille de Jean Willart, et son époux François Dezaleux (11613-1706), avocat au parlement de Paris.
- vers 1670 : Geneviève Dezaleux et son époux Augustin de Louvencourt, conseiller du roi et maître ordinaire à la Chambre des comptes.
- 1711-1760 : Augustin François-de-Paule de Louvencourt, conseiller à la Grande chambre du parlement de Paris. Il est le dernier de cette famille a posséder le château qu'il lègue à sa mort, le 8 février 1760, à Joseph Benoît Coste de Champeron.
- 1760 : Joseph Benoît Coste de Champeron, conseiller du roi à la cour du parlement.
- 1768-1802 : Jacques Paul Mérey, qui a fait fortune à Haïti, et aux Antilles.
- 1802 : Anne Justine Feydeau (née en 1751), veuve de René VI Ange Augustin de Maupéou (1746-1794), fils du chancelier René Nicolas de Maupeou, qu'elle avait épousé à l'église Saint-Sulpice à Paris le 25 mai 1769.
- 1807 : Martin Garat, baron d'Empire, directeur de la nouvelle Banque de France.
- 1818 : comte Mielzynski.
- 1820 : Mademoiselle Mars, sociétaire de la Comédie-Française.
- 1826 : Agapit Jean-Baptiste Louis Vandermarcq, maire de Sceaux de 1837 à 1846.
- 1876 : ?
- 1877 : docteur Joseph Maroe Alfred Beni-Barde.
- 1910 : un marchand de vin.

## Iconographie
- M. Mignot, La Démolition du château des Imbergères à Sceaux, le 22 juillet 1939, 1939, lavis de sépia et crayon sur papier, Sceaux, musée du Domaine départemental de Sceaux.
- Eugène Atget, fonds de huit vues du château des Imbergères à Sceaux, 1923, aristotypes, Sceaux, musée du Domaine départemental de Sceaux[8].

### Sources bibliographiques
- Georges Poisson, Sceaux, histoire et guide, Éditions de l'Indispensable, 1951.
- Georges Poisson, Évocation du Grand Paris, la banlieue sud, tome I, Paris, Éditions de Minuit, 1956.
- Georges Poisson, préface de Georges Duhamel, Histoire et histoires de Sceaux, 1981.
- Collectif, Sceaux autrefois ou le Parisien aux champs, aperçus d'histoire locale, Éditions des Amis du musée de l'Île-de-France, 1962, 31 p.
- Louise Panthier, « Histoire de château des Imbergères », [conférence du 8 mars 1964 au lycée Marie Curie], Bulletin des Amis de Sceaux, no 17, nouvelle série, p. 1–21.
- Muriel Bouchami-Paquelet, Atget à Sceaux, inventaire avant disparition, entre rêve et réalité, [catalogue de l'exposition éponyme au musée de l'Île-de-France en 2008], Paris, Sceaux, Somogy, 2008, 16 p.